# Wostranka
Wostranka (biał. Востранка; ros. Остранка, Ostranka; pol. hist. Ostrenka) – wieś na Białorusi, w obwodzie homelskim, w rejonie żytkowickim, w sielsowiecie Rudnia, nad Nawucią.

## Historia
Początkowo chutory. Od 1991 położona jest w niepodległej Białorusi.